# Эвель-Шейх
Эве́ль-Шейх (укр. Евель-Шейх, крымскотат. Evel Şeyh, Эвель Шейх) — ныне не существующее село на территории Бахчисарайского района Крыма (согласно административно-территориальному делению Украины — Автономной Республики Крым). Находилось примерно в 3 км к западу от села Маловидное, в балке Ат-Коба.

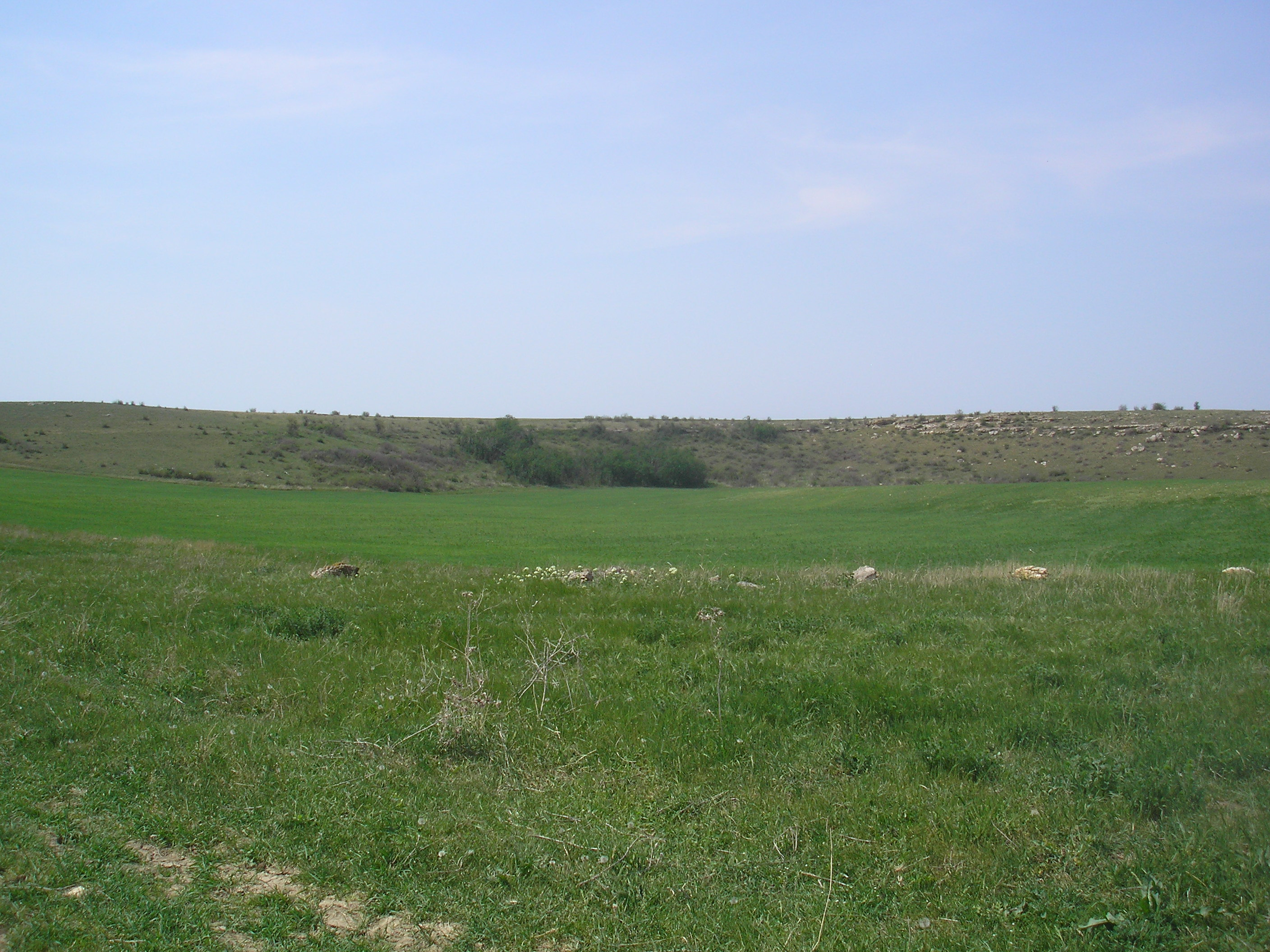
Место исчезнувшего села Эвель-Шейх

## История
Документов времён Крымского ханства с упоминанием деревни Эвель-Шейх пока не обнаружено, в Камеральном Описании Крыма 1784 года упомянуты деревни Эвувельшейх и Другой Эвувельшейх (видимо — кварталы (маале), на которые делилась деревня) Бахчисарайского кадылыка Бахчисарайского каймаканства. После присоединения Крыма к России (8) 19 апреля 1783 года, (8) 19 февраля 1784 года, именным указом Екатерины II сенату, на территории бывшего Крымского Ханства была образована Таврическая область и деревня была приписана к Симферопольскому уезду. После Павловских реформ, с 1796 по 1802 год, входила в Акмечетский уезд Новороссийской губернии. По новому административному делению, после создания 8 (20) октября 1802 года Таврической губернии, Эвель-Шейх был включён в состав Актачинской волости Симферопольского уезда.
В Ведомости о всех селениях в Симферопольском уезде состоящих с показанием в которой волости сколько числом дворов и душ… от 9 октября 1805 года записана деревня Эвели-шейх с 20 дворами и 117 жителями — крымскими татарами. На военно-топографической карте генерал-майора Мухина 1817 года деревня обозначена как Евельшейх с 24 дворами. Согласно Ведомости о казённых волостях Таврической губернии от 31 августа 1829 года, по результатам волостной реформы, Эвель-Шейх отнесли к Яшлавской волости (переименованной из Актачинской). На карте 1836 года в деревне 23 двора, как и на карте 1842 года.
В 1860-х годах, после земской реформы Александра II, деревню приписали к Дуванкойской волости. Согласно «Списку населённых мест Таврической губернии по сведениям 1864 года», составленному по результатам VIII ревизии 1864 года, Эвельшейх — владельческая татарская деревня, с 15 дворами, 40 жителями и мечетью при колодцах. По обследованиям профессора А. Н. Козловского начала 1860-х годов, в селении имелась «прекрасная вода» в колодцах глубиной 2—3 сажени. На трёхверстовой карте Шуберта 1865—1876 года Эвель-Шейх обозначен с 10 дворами. В Памятной книге Таврической губернии 1889 года, составленной по результатам X ревизии 1887 года, в Эвель-Шейхе записаны 18 дворов с 94 жителями(на верстовой карте 1890 года дворов также 18, и уточнено, что все — крымские татары, а на западной окраине обозначен господский дом.
После земской реформы 1890-х годов деревня осталась в составе преобразованной Дуванкойской волости. Согласно «…Памятной книжке Таврической губернии на 1892 год», в деревне Эвель-Шейх, входившей в Тарханларское сельское общество, числилось 64 жителя в 10 домохозяйствах, все безземельные. По «…Памятной книжке Таврической губернии на 1902 год» деревня Эвельшейх, как населённая безземельными и не входившая в сельское общество, приписана к волости для счёта, без указания числа жителей и домохозяйств. По Статистическому справочнику Таврической губернии. Ч.II-я. Статистический очерк, выпуск шестой Симферопольский уезд, 1915 год, в деревне Эвельшейх (бывшая Преображенского) Дуванкойской волости Симферопольского уезда числилось 4 двора со смешанным населением в количестве 28 человек приписных жителей, из которых 13 мужчин и 15 женщин. Жители владели 12 десятинами земли. В хозяйствах имелось 19 лошадей, 8 волов и 11 коров.

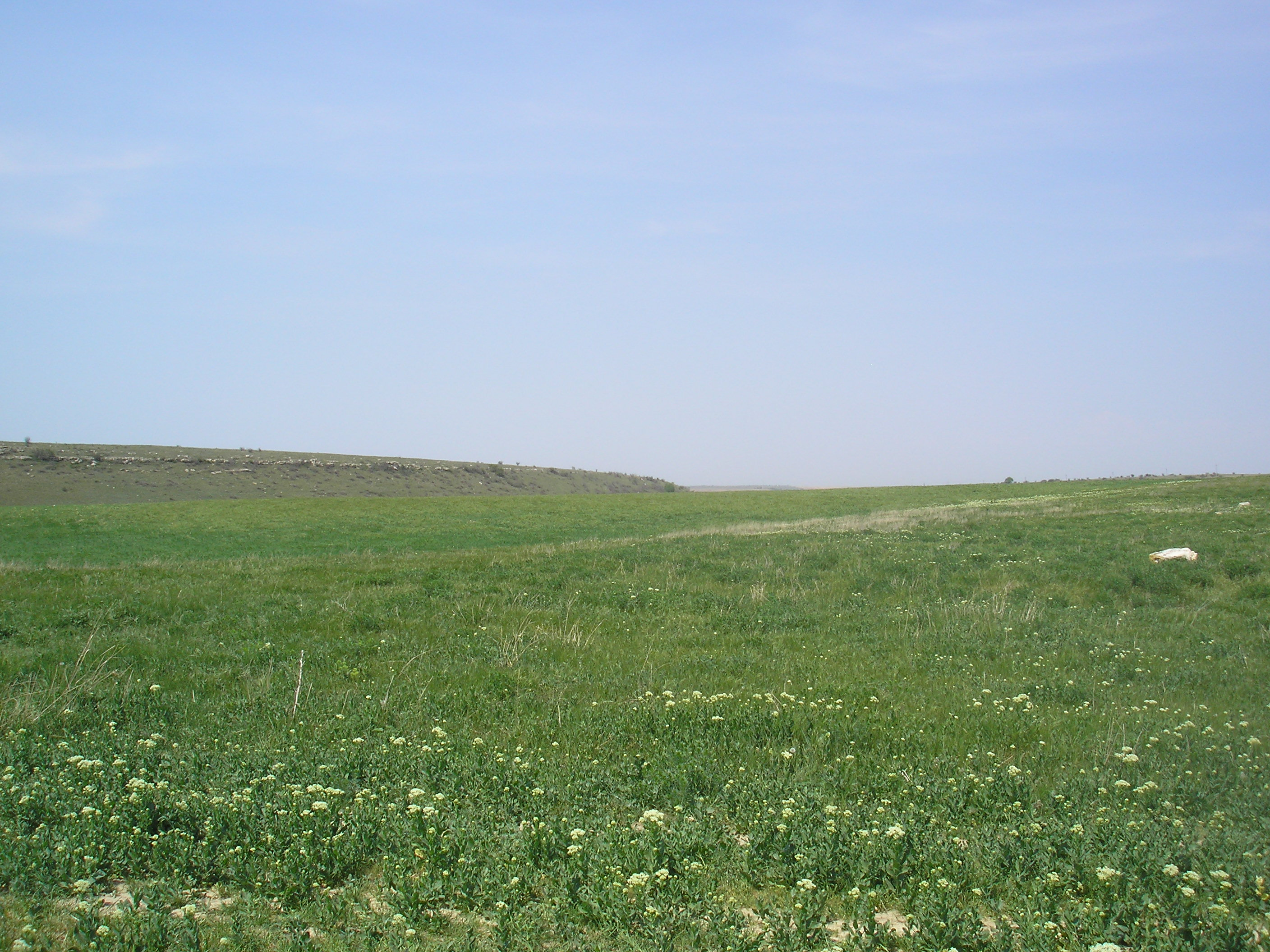
Место села Эвель-Шейх

После установления в Крыму Советской власти, по постановлению Крымревкома от 8 января 1921 года была упразднена волостная система и село вошло в состав Бахчисарайского района Симферопольского уезда (округа), а в 1922 году уезды получили название округов. 11 октября 1923 года, согласно постановлению ВЦИК, в административное деление Крымской АССР были внесены изменения, в результате которых был создан Бахчисарайский район и село включили в его состав. Согласно Списку населённых пунктов Крымской АССР по Всесоюзной переписи 17 декабря 1926 года, в селе Эвель-Шейх, Идеш-Эльского сельсовета Бахчисарайского района, имелось 8 дворов, из них 7 крестьянских, население составляло 43 человека (23 мужчины и 19 женщин). В национальном отношении учтено 32 русских, 9 украинцев и 1 болгарин. Эвель-Шейх ещё отмечен на двухкилометровке РККА 1942 года, видимо, опустевшее после депортации село не возрождали, поскольку в дальнейшем в доступных источниках не встречается.

## Динамика численности населения
| - 1805 год — 117 чел. - 1864 год — 40 чел. - 1887 год — 94 чел. - 1892 год — 64 чел. | - 1915 год — 26 чел. - 1902 год — 0 чел. - 1926 год — 43 чел. |